# Чумни пандемии
Чумните пандемии са разпространение на някоя от 3-те вида чумна бактерия на огромни територии през Античността и Средновековието, като циклично на интервали от 6 – 12 години до няколко века могат да се проявяват локални огнища на заразата до изтощаването и изчезването на чумните бактерии и до създаването на имунитет у потърпевшите.
От историята са познати 3 глобално-регионални пандемии, причинили огромни човешки загуби.
- Юстинианова чума – започнала през 541/542 г. с циклични чумни пандемии през годините 558-561, 599-600, 608, 618, 628, 640, 684-686, 694-700, 718, 740-750 г., т.е. в периода VI – VIII век. Според специалиста по историческа демография Джордж Ръсел, Европа загубва от пандемията в периода между 541 и 700 г. от 50 до 60 % от своето население. Краят на пандемията от т.нар. Юстинианова чума съвпада с края на „малкия ледников период“, като от IX – X век насам климатът в Европа навлиза в т.нар. „малък оптимум“. Около 40% от населението на Константинопол става жертва на Юстиниановата чума.

- Черната смърт – най-опустошителната пандемия в историята, причинена от чумната бактерия. Разпространението ѝ започва от Кафа в Крим през 1345-1347 г. До 1351 г. причинява смъртта на 23 840 000 европейски християни по данни, подадени към папа Климент VI, като за другите вероизповедания няма точни данни. Върлуването на черната смърт продължава до 16 век циклично на периоди от 10-12-20 години. В промеждутъчния период от 10 до 14 век между чумните епидемии, населението на Европа нараства близо 3 пъти и от около 25 млн. достига 75 млн. до към средата на 14 век. През втората половина на 15 век населението на Европа наброява между 40 и 45 млн. жители, което ще рече, че вследствие от черната смърт европейското население е намаляло за малко повече от 1 век с 30 млн. (като общият брой на жертвите на „Черната смърт“ е многократно по-голям).[1][2]

- Третата глобална вълна на чумна пандемия избухва в Индия през 1892 г. и обикаля света през Азорските острови и Южна Америка, като жертвите ѝ възлизат само в Индия на 6 млн.